# Bioakoestiek
Bioakoestiek is een interdisciplinaire wetenschap in het tussengebied van de vakgebieden biologie en akoestiek. Meestal betreft het onderzoek naar het produceren, verspreiden en ontvangen van geluiden door dieren (inclusief de mens). Dit houdt in dat men de fysiologie en de anatomie bestudeert van de organen die geluiden produceren, opvangen en verwerken en het medium waardoor het geluid zich verplaatst. Dit levert inzicht in de evolutionaire ontwikkeling van organismen die van geluid gebruikmaken.
De termen onderwaterakoestiek en visserij-akoestiek worden gebruikt voor onderzoek aan de productie van geluiden door organismen onder water. Dit onderzoek heeft praktische toepassingen zoals sonar, echolood en de schatting van grootte van visbestanden in termen van biomassa.

## Geschiedenis
De mensheid heeft al heel lang diergeluiden gebruikt om dieren te herkennen. De bioakoestiek als wetenschap begon in 1925 met onderzoek van de Sloveense bioloog Ivan Regen. Hij bestudeerde sabelsprinkhanen en krekels en ontdekte dat de geluiden die de mannetjes maakten door stridulatie waren bedoeld om vrouwtjes te lokken. Deze reageerden vooral op het geluid (bijvoorbeeld een luidspreker) en niet op de aanwezigheid van de partner. Zijn belangrijkste bevinding was de werking van het gehoororgaan bij deze insecten. Hij werkte met een relatief grove technologie voor de analyse van geluiden; hierin kwamen in de loop van de tweede helft van de twintigste eeuw grote verbeteringen zoals de oscilloscoop en de digitale verwerking door computers van geluidssignalen.
Het bioakoestisch onderzoek richt zich nu op de relatie tussen organismen en hun akoestisch milieu en het effect van de geluiden die mensen daarin veroorzaken, de bijna overal aanwezige "akoestische ruis" van onder meer het verkeer. Bioakoestische technieken worden ook ontwikkeld als milieuvriendelijke, niet-invasieve methoden om de biodiversiteit in een bepaald gebied te bepalen.

## Instrumenten en methoden in bioakoestisch onderzoek
Domweg luisteren en registreren is nog steeds een van de meest gebruikte methode bij het onderzoek. Er is nog maar weinig bekend over de processen die een rol spelen bij de productie, verwerking en interpretatie van diergeluiden; daarom is bestudering van het gedrag en de geproduceerde geluiden belangrijk om hierover iets te weten te komen.

### Akoestische signalen

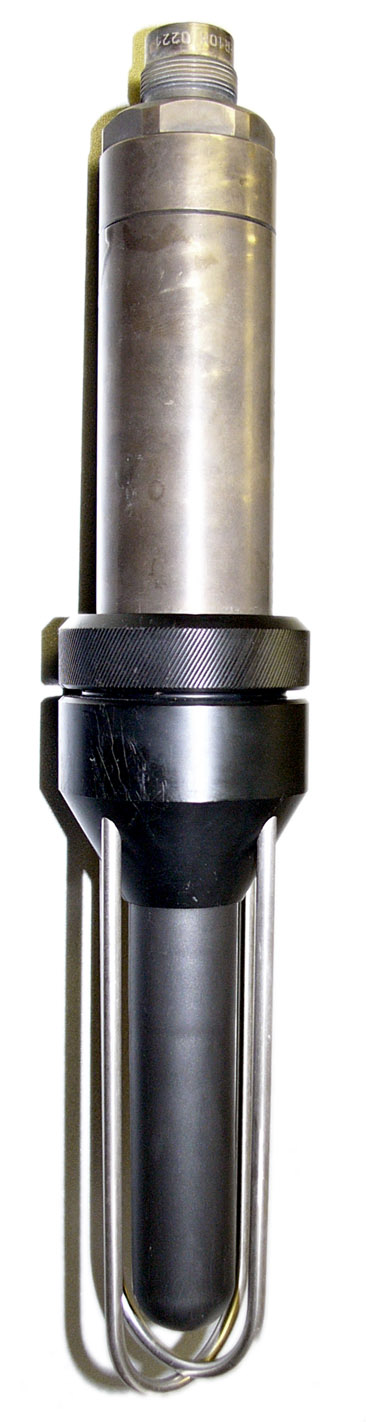
Hydrofoon, gebruikt bij registratie van geluiden onder water
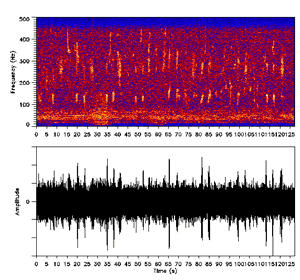
Geluidspectrum van het geluid van de bultrug (Megaptera novaeangliae).

Een ervaren waarnemer kan diergeluiden gebruiken om dieren te herkennen en iets te weten te komen over hun situatie zoals het hebben van een territorium of hun conditie. Hiervoor wordt vaak speciale apparatuur gebruikt omdat het frequentiebereik van diergeluiden breed is en omdat geluiden in andere media zoals water moeten worden geregistreerd. Voor onderwatergeluiden wordt de hydrofoon gebruikt. Voor ultrageluid en infrageluid bestaan speciale apparaten zoals de vibrometer (voor infrageluid) en bijvoorbeeld de vleermuisdetector voor ultrageluid. Daarnaast worden computers en speciaal ontwikkelde software gebruikt voor het opslaan, sorteren, analyseren van geluiden en het berekenen van parameters voor onder meer de intensiteit, frequentie en tijdsduur van het geluid.
Verzamelingen van geluidfragmenten, zoals bewaard bij musea voor natuurmusea spelen een belangrijke rol bij het systematisch onderzoek. Daarnaast is het burgerwetenschapsproject xeno-canto een goed voorbeeld van zo'n verzameling. Er wordt daarbij steeds meer software ontwikkeld om door deze grote bestanden te navigeren en daarin categorieën te onderscheiden en patronen te herkennen ("data mining").

### Productie en verwerken van geluiden bij dieren
Bioakoestische onderzoekers zijn geïnteresseerd in de anatomie en de neurofysiologie van de organen die de geluiden voortbrengen, opvangen en verwerken. Hiervoor worden de vorm, de activiteit van de betrokken spieren en de netwerken van zenuwcellen in kaart gebracht. Het coderen van de actiepotentialen is daarbij van groot belang. Dit is onderzoek naar vrij ingewikkelde processen waarin nog steeds een gebrekkig inzicht bestaat.
Daarnaast worden ook processen bestudeerd met eenvoudige technieken zoals de studie naar fonotaxis, het registreren van de bewegingen van een organisme als reactie op bepaalde geluiden. Hierbij wordt inzicht gekregen in de gevoeligheid van het gehoororgaan en het vermogen om geluiden te filteren.

### Biomassaschattingen
Biomassaschattingen worden gebruikt om de omvang van visbestanden of van andere onderwaterorganismen te kwantificeren. Geluidpulsen worden uitgezonden door het sonarapparaat en teruggekaatst door voorwerpen met een andere dichtheid dan water. Deze teruggekaatste geluidspulsen worden opgevangen want zij geven informatie over diepte en onderwaterobjecten zoals gebruikt bij een echolood. Maar vergelijkbare signalen geven ook informatie over de plaats, grootte en het aantal van de vissen. Hiervoor is apparatuur ontwikkeld met geavanceerde hardware voor het uitzenden en opvangen van deze signalen en software voor de analyse van de ontvangen signalen. Deze apparatuur wordt als fish finder op de markt gebracht en gebruikt in de visserij. Daarnaast wordt dit instrumentarium verder ontwikkeld en gebruikt bij bioakoestisch onderzoek.

## Diergeluiden

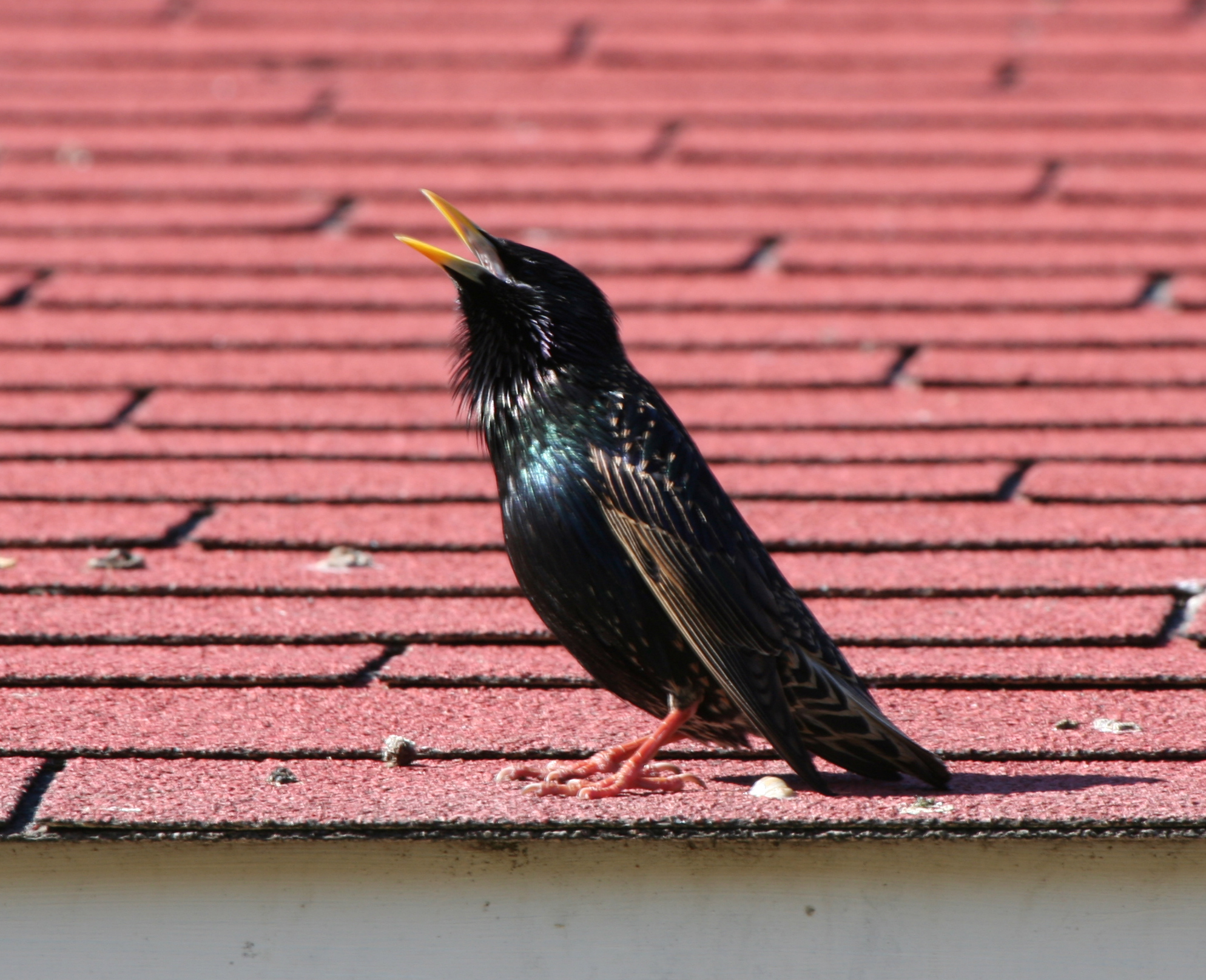
Zingende spreeuw.

Geluiden die dieren maken vallen soms buiten de "gewone" definitie van geluid zoals mensen dat kennen: geluidsgolven die zich door de lucht verplaatsen en die hoorbaar zijn voor het menselijke oor. Krekels communiceren bijvoorbeeld met geluiden die een frequentie hebben van meer dan 100 kHz (kiloherz). Vleermuizen gebruiken ook ultrageluid voor echolocatie. Daarnaast zijn er dieren die gebruikmaken van infrageluid en daarvoor speciale organen hebben. Olifanten bijvoorbeeld gebruiken geluiden die zich via de grond verplaatsen met een frequentie van 15 Hz. Ook van veel soorten insecten is aangetoond dat ze gevoelig zijn voor vergelijkbaar geluid dat zich via de bodem verplaatst. Echter, de meenste diergeluiden vallen binnen het bereik van het menselijk oor, 20 tot 20.000 Hz (=20 kHz). Dit neemt niet weg dat de variatie in zowel de diergeluiden zelf, als de organen waarmee ze geproduceerd worden zeer gevarieerd zijn.
bioakoestiek · geluid · decibel · dB(A) · geluidsdruk · geluidsintensiteit · geluidssnelheid · geluidsgolf · ultrageluid · laagfrequent geluid · infrageluid · puntbron · lijnbron · gehoordrempel · gehoorschade · geluidshinder · elektroakoestiek